# Кириенко, Владимир Петрович
Владимир Петрович Кириенко (27 ноября 1944, Горький — 21 июня 2012, Нижний Новгород) — доктор технических наук, член-корреспондент РАЕН, в 2003—2011 годах — ректор Нижегородского государственного технического университета имени Р. Е. Алексеева.

## Биография
Родился в семье служащих. Трудовую деятельность начал в 1960 году рабочим связи дистанции сигнализации и связи Молдавской железной дороги, одновременно учился в вечерней школе рабочей молодёжи в Кишинёве, которую окончил с серебряной медалью.
В 1962 году поступил в Кишинёвский государственный университет, из которого в 1963 году перевелся на электротехнический факультет Горьковского политехнического института и с этого момента связал свою судьбу с институтом на всю жизнь. В 1968 году закончил его с отличием по специальности электропривод и автоматизация промышленных установок и был оставлен на кафедре электропривода и автоматизации промышленных установок.
В 1968-1986 годах — ассистент, аспирант, старший преподаватель, доцент Горьковского политехнического института.
В 1970 году вступил в КПСС. В 1970-1976 годах избирался секретарём комитета ВЛКСМ Политехнического института.
В 1973 году окончил аспирантуру Горьковского Политехнического института, в 1974 году защитил кандидатскую диссертацию.
В 1982-1986 годах секретарь парткома Горьковского политехнического института]]. Избирался делегатом на XVII съезд ВЛКСМ и на XXVII съезд КПСС.
В 1986-1987 годах председатель исполкома Нижегородского райсовета г. Горького.
В 1987-1991 годах первый секретарь Нижегородского райкома КПСС г. Горького.
В 1991 году был избран секретарем Нижегородского обкома КПСС.
В 1991-1998 годах первый секретарь Нижегородского обкома КПРФ. Член ЦК КПРФ.
С декабря 1991 года доцент, а с 1995 года профессор Нижегородского государственного технического университета.
С августа 2001 года по февраль 2004 года Первый заместитель Губернатора-Руководитель Администрации Губернатора Нижегородской области.
В ноябре 2003 года избран Ректором Нижегородского государственного технического университета. В январе 2011 года по возрасту покинул пост Ректора, но остался заведующим кафедрой «Промышленная электроника».
Скоропостижно скончался 21 июня 2012 года. Похоронен на Бугровском кладбище Нижнего Новгорода (4 участок).

## Научная деятельность
Основное направление научной деятельности — импульсное преобразование электрической энергии в электрофизике и современных технологий.
Профессор В. П. Кириенко автор более 100 научных и учебно-методических работ, 2 патента на полезную модель, 7 свидетельств об официальной регистрации программы для ЭВМ.
Был членом редколлегий ряда отраслевых журналов. Под его научным руководством защищены 7 кандидатских диссертаций.
Являлся член-корреспондентом Российской академии естественных наук (РАЕН), академиком Международной академии наук экологии, безопасности человека и природы.

## Награды
- Медаль За доблестный труд[источник не указан 1991 день]
- Орден Почёта (2006)[источник не указан 1991 день]
- Нагрудный знак Министерства высшего и среднего образования СССР «За отличные успехи в работе»[источник не указан 1991 день]
- Почётная грамота Минвуза СССР[источник не указан 1991 день]
- Почётная грамота Минвуза РСФСР[источник не указан 1991 день]